# سیلیکون فوتونیک

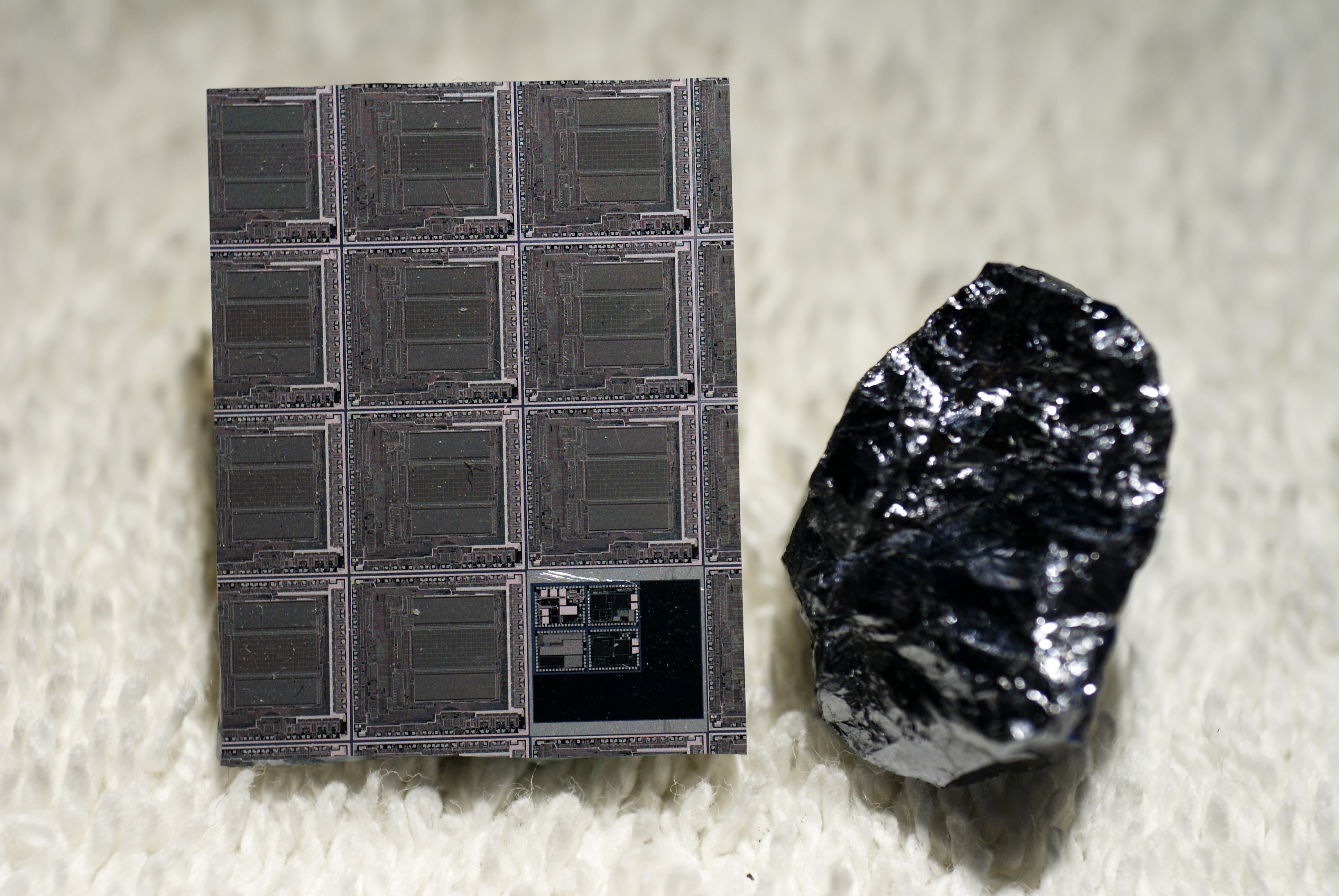
سیلیکون

برای کنترل هرچه بهتر امواج الکترومغناطیسی خروجی به سمت سیلیکون فوتونیک‌ها رفته‌اند. تنها چند سال است که بلورهای فوتونیکی دی الکتریک برای کنترل چگونگی انتشار امواج الکترومغناطیسی مورد توجه قرار گرفته‌است.
انتشار این امواج الکترومغناطیسی در بلورهای فوتونیکی مثل رفتار الکترون‌ها در جامدات بلوری با پتانسیل دوره ای می‌باشد.
در آن انتشارات نواحی ای ممنوعهٔ فرکانسی برای انتشار امواج به چشم می‌خورند.
وجود گپ در ساختار نواری بلورهای فوتون این امکان را به وجود می‌آورد که بتوان انتشار امواج الکترومغناطیسی را به دو صورت طیفی و جهتی کنترل کرد که این بسیار چیز مطلوبی می‌باشد.
از طرفی این امکان وجود دارد که تابش القایی و گرمایی را توسط بلورهای فوتونیکی
کنترل کرد.
مودهایی از امواج الکترومغناطیسی که فرکانس آن‌ها در ناحیه گپ نواری قرار می‌گیرد، توانایی انتشار در درون بلور فوتونیکی یا تابش از آن را نخواهند داشت.
این ویژگی منجر به حذف طیف تابشی در ناحیه گپ نواری و افزایش شدت آن موج در سایر نواحی طیف و در جهت‌های فضایی بخصوصی خواهد شد.
در تبدیل انرژی گرمایی به انرژی الکتریکی که در سیستم‌های ترموفوتوولتایی رخ می‌دهد، کنترل طیفی و جهتی در بلورهای فوتونیکی برای افزایش بازده سیستم استفاده می‌شود.
نحوهٔ کار به اینگونه است که تابش گرمایی ساطع شده از جسم تابشگر به یک دیود نوری می‌رسد و این مبدل، درصدی از فوتون‌های فرودی را جذب می‌کند و آن‌ها را به الکتریسیته تبدیل می‌کند.
در صورت تطابق فرکانسی طیف تابش گرمایی تابشگر با همان طیف از جشم جذب‌کننده می‌توان انتظار بازدهی بسیار بالایی را برای سیستم مورد نظر داشت. طیف تابش
گرمایی یک جسم به‌طور معمول، تمام طول موجها را با شدت‌های مختلف شامل می‌شود اما در بلورهای فوتونیکی به خاطر وجود گپ نواری، کسری از طیف تابش گرمایی حذف و شدت آن طیف‌ها در طیف‌های دیگر افزایش می‌یابد که برای جذب توسط دیود نوری مناسب می‌باشد.

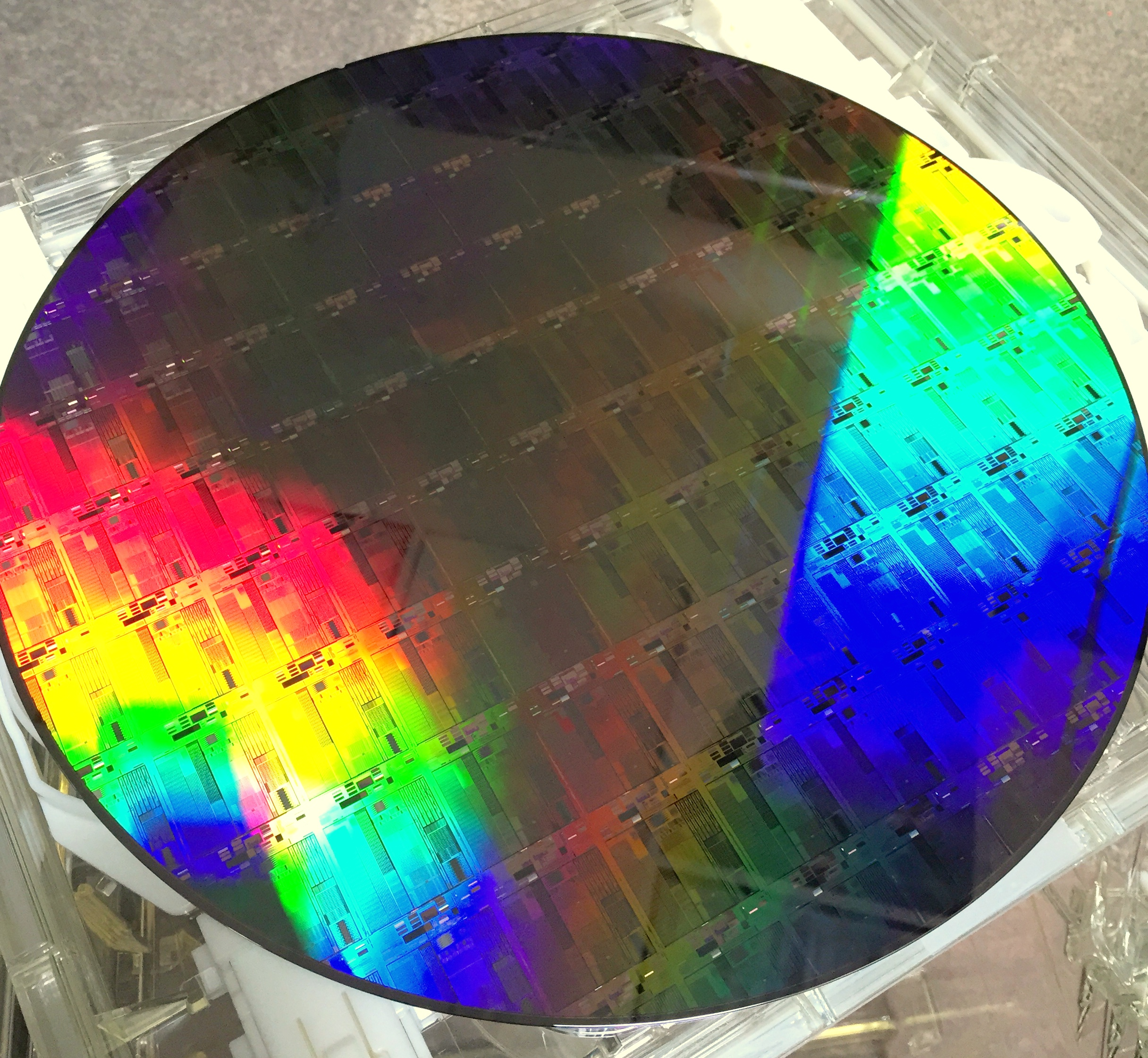
ویفر ۳۰۰ میلیمتری سیلیکون فوتونیک ویفر

پس با طراحی بلور فوتونیکی می‌توان ساختار نواری آن را حساب شده کرد که به بالاترین بازدهی ممکن در سیستم برسیم.
ساختار نواری و اندازهٔ گپ نواری تابعی از نوع ماده و پارامترهای هندسی بلور فوتونیکی می‌باشند. در اکثر مبدل‌های ترموفوتوولتایی فرکانس کاری در ناحیه یمادون قرمز میانی و نزدیک می‌باشد.
بیشترین طیف تابش گرمایی در این نواحی مربوط به اجسامی با دمای بیشتر از ۱۲۲۲درجه سانتیگراد می‌باشد.
در نتیجه استفاده از مواد با دمای ذوب بالا برای رسیدن به این نواحی لازم می‌باشد.
فلزاتی مانند تنگستن، تانتالوم، آلیاژ تنگستن، تانتالوم، اکسید وانادیوم با ساختارهای منظم اپتیکی مختلف ازقبیل بلورهای فوتونیکی یک، دو و حتی سه بعدی و از طرف دیگر توری‌های سطحی برای این کار مورد نظر می‌باشند.
طیف تابشی بلور فوتونیکی سیلیکون برای کاربردهای تبدیل انرژی و کاربردهای مرتبط با لیزر بیشترین استفاده را دارد.

## مقایسه ای بین سیلیکون (Si) و گالیم آرسنیک (GaAs)
سیلیکون (Si) و گالیم آرسنیک (GaAs) هر دو از مواد پرکاربرد در فوتونیک می‌باشند.
سیلیکون دارای ساختار کریستالی الماس است که در آن دو شبکه مکعبی FCC، با فاصله ۱/۴ قطر بدنه مکعب از هم جدا شده‌اند.
در حالی که گالیم آرسنیک دارای ساختار سولفید روی است که مشابه ساختار الماسی از دو شبکه FCC با فاصله ۱/۴ قطر بدنه مکعب از یکدیگر تشکیل شده‌است با این تفاوت که جنس اتم‌های هر یک از شبکه‌های FCC یا گالیم است یا آرسنیک.
سیلیکون باند انرژی غیرمستقیم دارد، به این معنی که حداقل باند هدایت و حداکثر باند ظرفیت مقابل یکدیگر قرار نگرفته‌اند. اگر الکترونی از باند هدایت به باند ظرفیت انتقال یابد، این انتقال و تغییر انرژی همراه با تغییر مومنتوم در آن خواهد بود که به صورت فونون در شبکه کریستالی ظاهر می‌شود.
اما گالیم آرسنیک یک نیمه هادی مستقیم با حداقل باند ظرفیت و حداکثر باند هدایت مقابل هم، می‌باشد؛ بنابراین انتقال الکترون از باند هدایت به باند ظرفیت بدون تغییر مومنتوم خواهد بود و تغییر انرژی به صورت فوتون آشکار می‌شود.
مهندسی مواد برای غلبه بر محدودیت‌های مربوط به باند انرژی غیرمستقیم سیلیکون تمرکز کرده‌است.

## یک نمونه از روش‌های غلبه بر محدودیت‌های سیلیکون (مهندسی تنش)

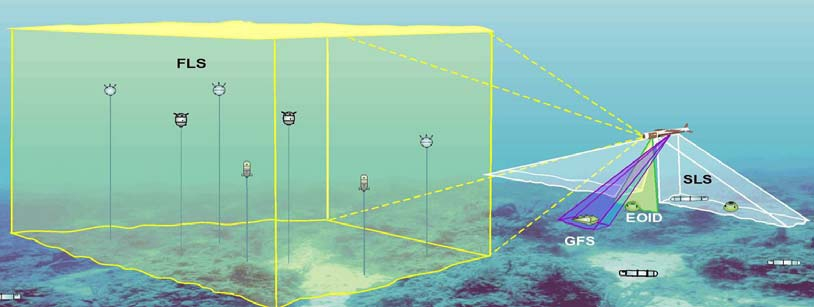
استفاده از سونار و الکترو اپتیک برای مین یابی

کریستال سیلیکون ساختاری متقارن هست و این باعث به صفر رسیدن ضرایب الکترو-اپتیک خطی سیلیکون در سیلیکون می‌شود.
برای غلبه بر این مشکل از روش مهندسی تنش (Stress Engineering) استفاده می‌شود.
در این روش با ایجاد تنش بر روی موج بر سیلیکونی، تقارن کریستالی در سیلیکون را برهم می‌ریزند تا ضرایب الکترو اپتیک صفر نماند.

## ارتباط نوری
با استفاده از یک ماژول الکترو اپتیک می‌توان داده‌ها را از حالت الکترونیکی به دامنهٔ اپتیکالی انتقال داد و این مهم از طریق سیلیکون فوتونیک‌ها به واسطهٔ تغییر چگالی حاملان بار آزاد میسر می‌شود.

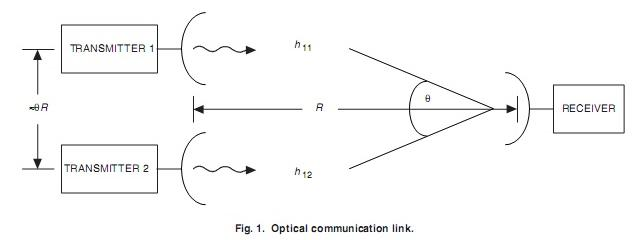
ارتباط اپتیکالی

برد این نوع ارتباطات می‌تواند تا چندین کیلومتر هم برود. اما در کامپیوترها از این روش با بردهایی در حد چند سانتی‌متر استفاده می‌شود. در حقیقت پیشرفت بسیار سریع رایانه‌ها از طریق افزایش سرعت انتقال داده‌های میسر می‌شود که استفاده از ارتباطات اپتیکال به واسطهٔ سیلیکون فوتونیک‌ها در برقراری ارتباط میکرو چیپ‌ها، چند سالی است که به شدت مورد توجه قرار گرفته‌است. اولین بار در سال ۲۰۱۵ یک پردازندهٔ ۴۵ نانومتری را از این طریق ساختند.
سرعت برقراری این ارتباط در آن چیپ‌ها به ۵ گیگا بیت بر ثانیه می‌رسید.
سال ۲۰۱۳ نیز اینتل از تکنولوژی ای سخن گفت که این امکان را می‌دهد از سیمی به قطر ۵ میلی‌متر تا سرعت ۱۰۰ گیگابیت بر ثانیه اطلاعات منتقل شود و این در حالیست که بهترین کابل‌های شبکهٔ کنونی تنها ۴۰ گیگابیت بر ثانیه اطلاعات عبور می‌دهند.

## استفاده به عنوان روتر و پردازندهٔ سیگنال

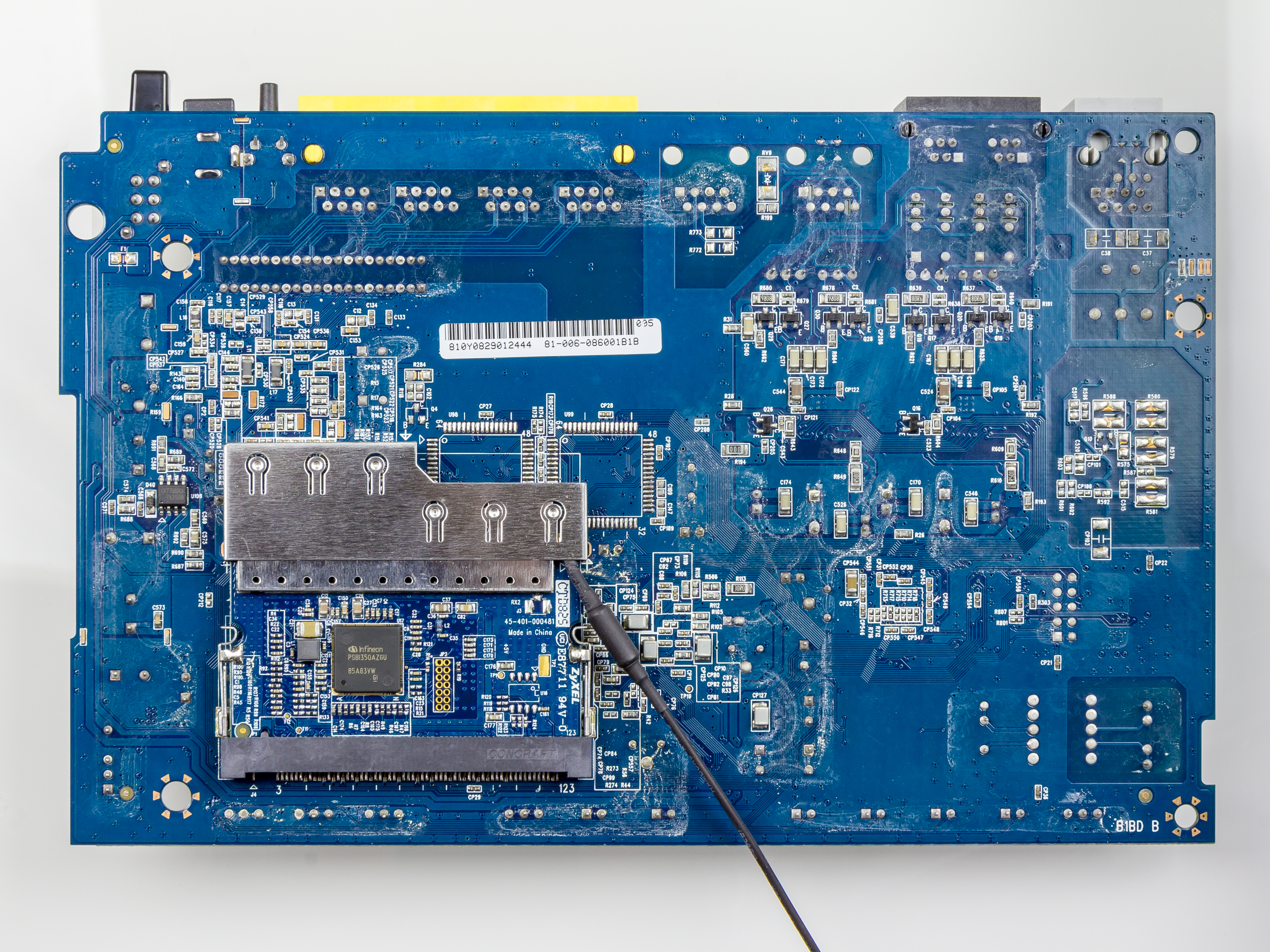
نمونه ای از بورد یک روتر

روتر در حقیقت همان چیزیست که باعث می‌شود پیام‌های بین رایانه‌ها را در شبکه‌های مختلف بسیار سریع تر و آسان‌تر به هم دیگر برسند. ایده‌آل‌ترین حالت آن است که هر دو قسمت الکترونیکی و اپتیکال روی یک مدار یکسان باشند و نه جدا از هم. در این صورت بهترین بازدهی را برای روتر خواهیم داشت.
اولین بار یک استارت آپ در سال ۲۰۱۳ به نام "Compass-EOS" در ایالت لس آنجلس برای اولین بار در جهان موفق به معرفی روترهای سیلیکون به فوتونیک شد.

## رنج وسیع ارتباطات و کاهش مصرف انرژی
میکروفوتونیک‌های سیلیکونی می‌توانند پهنای باند اینترنت را بسیار افزایش دهند و برای این کار به دیوایس‌هایی در ابعاد میکرو نیاز هست که بسیار انرژی کمی مصرف می‌کنند. می‌توان این انتظار را داشت که در آینده کاهش مصرف انرژی چشم‌گیری در دیتا سنترها به واسطهٔ این تکنولوژی رخ دهد.

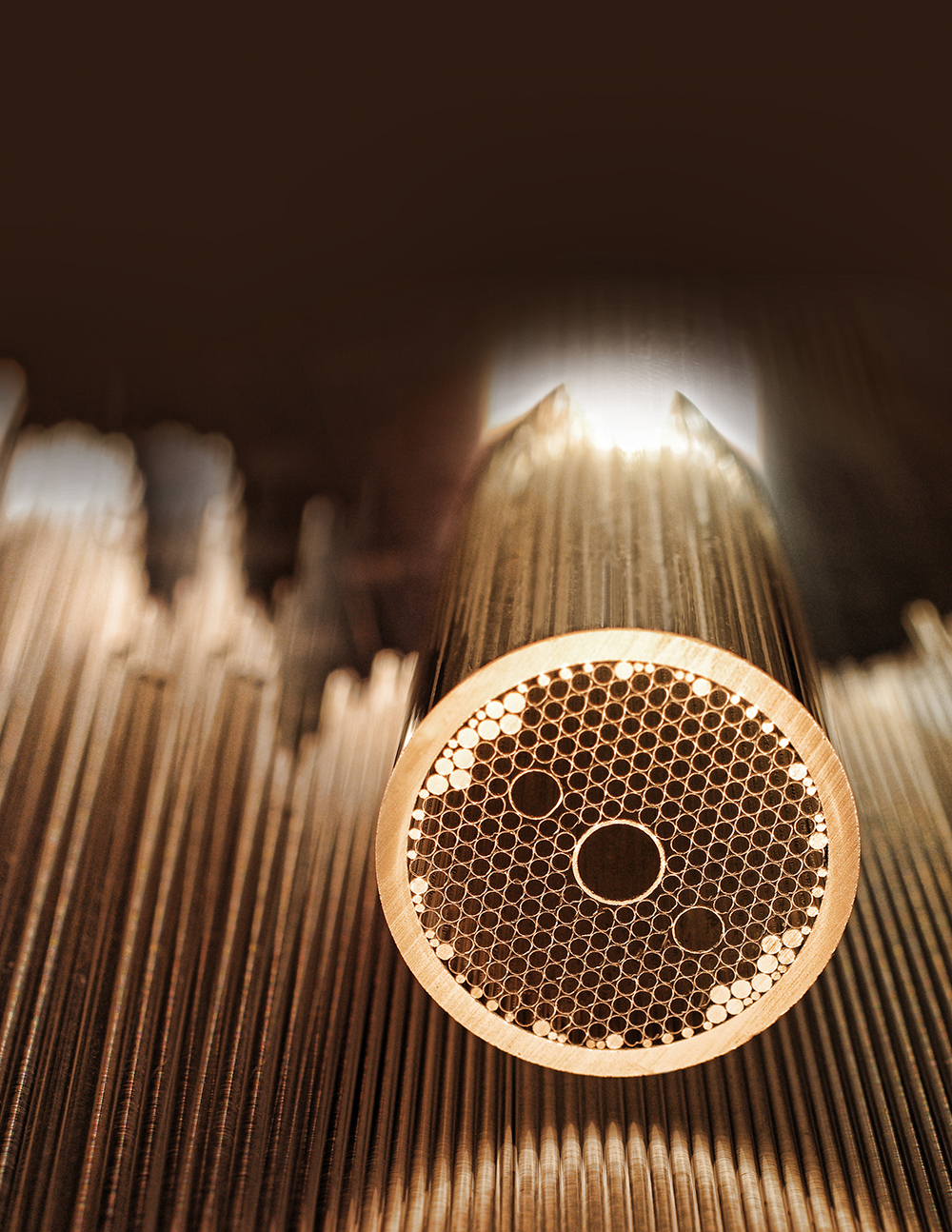
فیبر تو خالی فوتونیک

در سال ۲۰۱۰ برای نخستین بار مقاله ای بر اساس یک پروتوتایپ (یک نمونهٔ اولیهٔ ساخته شده از دستگاه به‌طور آزمایشی) نوشته شد که داده‌ها را با سرعت ۱۲٫۵ گیگابیت بر ثانیه در طول ۸۰ کیلومتر و به واسطهٔ ابعاد میکرو و استفاده از سیلیکون فوتنویک میسر می‌کرد.